# Josep Galceran III de Pinós-Santcliment
Josep Galcerand III de Pinós-Santcliment i de Pinós-Santcliment (Barcellona, 1710 – Barcellona, 1785) è stato uno scrittore spagnolo, III marchese di Santa María de Barbará ed esponente di rilievo dei Pinós-Santcliment.

## Biografia
Josep era figlio di Josep Galcerán de Pinós-Santcliment (figlio di Miquel de Pinós-Santcliment, marchese d'Alentorn), signore di Seró, Rialb e Torre Salbana e di sua moglie Josefa de Pinós-Santcliment, II marchesa di Santa María de Barbará dalla quale ereditò il titolo marchionale.
Letterato colto ed erudito, egli compilò e tramandò carte inedite di archeologia e araldica.
Nel 1731, entrò nell'Acadèmia de Bones Lletres di Barcellona e, nel 1768 venne nominato presidente di questa prestigiosa istituzione.
Di lui ci restano diverse opere in catalano, come la Descripció del miracle que féu Sant Magí o la Dècima catalana sobre la processó del Corpus, letta nel 1756.